# Warszawapagten
Warszawapagten (ofte forkortet til WAPA), officielt Traktaten for Venskab, Samarbejde og gensidig hjælp, var en militæralliance med en række østeuropæiske lande som medlemmer, der havde til formål at "opretholde et tættere militært samarbejde". Reelt var alliancen en cementering og formalisering af den sovjetiske magt over det kommunistiske Øst- og Centraleuropa, idet Sovjet fuldstændigt dominerede Warszawapagten. Organisationen blev stiftet den 14. maj 1955 som reaktion på Vesttysklands indtræden i NATO.
Efter omvæltningerne i Østeuropa og indførelsen af glasnost blev det på et møde den 25. februar 1991 mellem udenrigs- og forsvarsministrene fra pagtens medlemslande besluttet at opløse organisationen. Den officielle opløsning fandt sted ved et møde i Prag den 1. juli 1991.

## Fodnoter
1. ↑  "Warsaw Pact and Comecon To Dissolve This Week". Boston, Massachusetts: The Christian Science Monitor. 26. februar 1991. Hentet 15. februar 2021.